# Most Barikádníků
Most Barikádníků – most drogowy w Pradze, otwarty w 1980 roku, który łączy Holešovice z Holešovičky w Libeň, a tym samym Troję. Stanowi istotne połączenia komunikacyjne w kierunku północ-południe. Przynosi ruchu do centrum z autostrady D8 i Prosecká radiála.
Pierwszym mostem w tym miejscu był wybudowany w 1928 most Trojský, w 1946 roku przemianowany na most Barikádníků. Pod koniec lat 70. XX wieku, rozpoczęto budowę nowego mostu i ruch został przeprowadzony kilka lat po tymczasowy moście w prasie nazywanym „Rámusák” – składał się z desek i przejeżdżające pojazdy powodowowały znaczne zakłócenia.